# Nadia Cassini
Nadia Cassini (nascuda Gianna Lou Müller, Woodstock, 2 de gener de 1949 — Reggio de Calàbria, 18 de març de 2025) fou una actriu, cantant i showgirl italiana, coneguda per la seva trajectòria en la commedia sexy all’italiana durant els anys 1970 i 1980. Va debutar al cinema el 1970 i va assolir fama amb Il dio serpente (1970), consolidant-se en el gènere amb films com L’insegnante balla... con tutta la classe (1979) i La dottoressa ci sta col colonnello (1980). També va destacar en televisió amb programes com Drive In i en la música amb el senzill A chi la do stasera (1982). A finals dels anys vuitanta, un accident de cirurgia estètica i certes dificultats personals la van allunyar progressivament de la vida pública.